# 청동초등학교 (충남)
청동초등학교는 대한민국 충청남도 논산시에 있는 공립 초등학교이다.

## 학교 연혁
- 1957년 12월 10일: 개교

## 참고 자료
- 청동초등학교 - 한국교육학술정보원 학교알리미